# Skildpaddesø
Skildpaddesø är en sjö i Ivittuut på Grönland.